# Sciota fumella
Sciota fumella is een vlinder uit de familie snuitmotten (Pyralidae). De wetenschappelijke naam is voor het eerst geldig gepubliceerd in 1844 door Eversmann.
De soort komt voor in Europa.